# Kesarakere, Piriyapatna
Kesarakere là một làng thuộc tehsil Piriyapatna, huyện Mysore, bang Karnataka, Ấn Độ.